# Мисс США 2004
Мисс США 2004 (англ. Miss USA 2004) — 53-й конкурс красоты Мисс США проводимый в Долби, Голливуд, штат Калифорния 12 апреля 2004 года. Победительницей стала Шанди Финнесси представительница штата Миссури. Ведущими вечера были Билли Буш и Нэнси О’Делл. В прошлом Билли Буш был ведущим Мисс США 2003 и Мисс Вселенная 2003.
Начиная с 1970 года, пятнадцать полуфиналисток участвовали в финальном соревновании, хотя не все участницы выходили в купальниках и в вечерних платьях. Следуя новому формату, установленному в Мисс Вселенная 2003 и Юная мисс США 2003, пятнадцать лучших полуфиналисток были сокращены до десяти после конкурса вечерних платьев, а затем до пяти финалистов после выхода в купальных костюмах. Это был первый случай, когда участницы не имели возможность участвовать в обоих выходах.

## Результаты

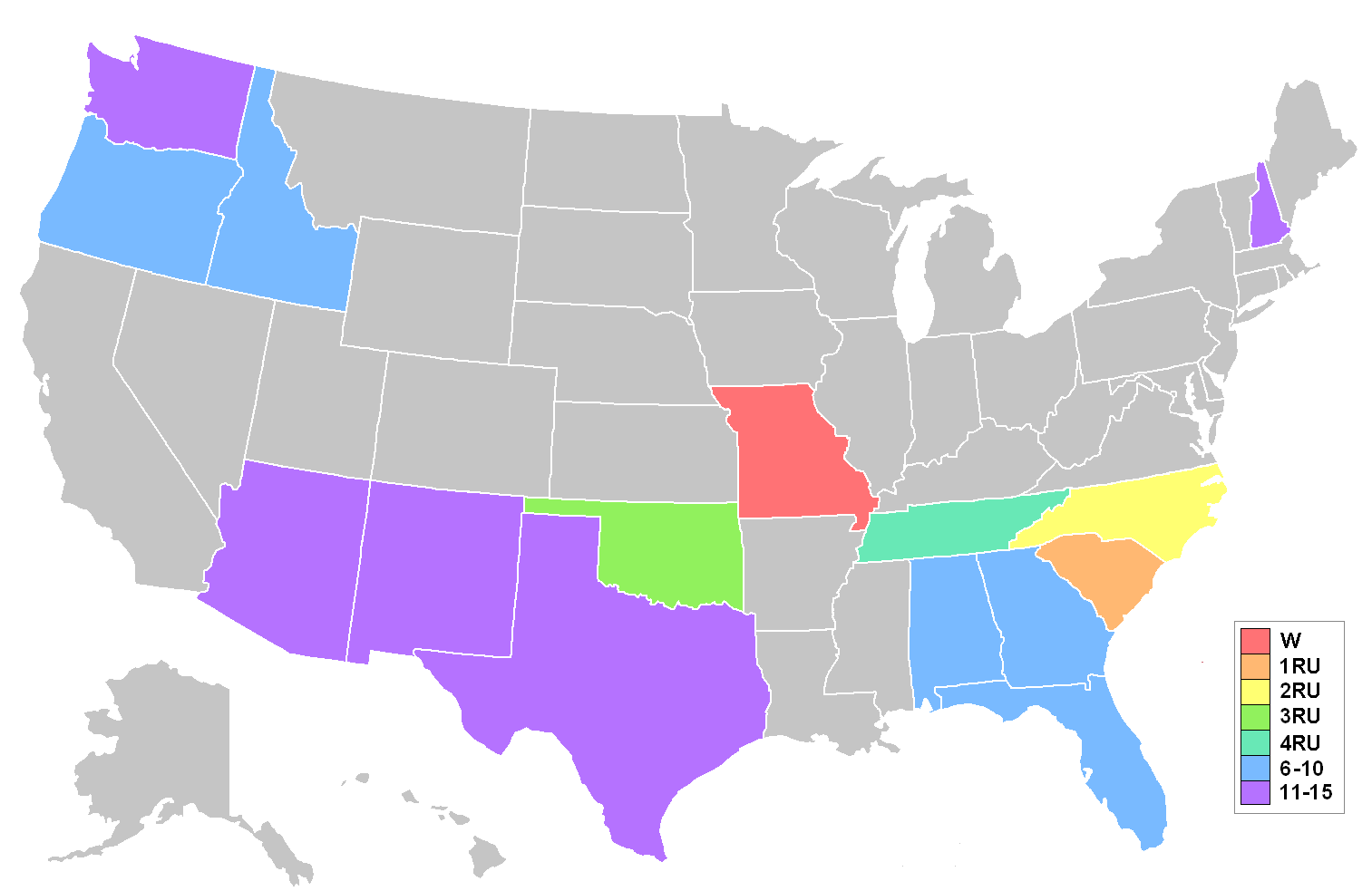
Карта США, показывающая штаты-участницы финала Мисс США 2004

| Финальный результат | Конкурсантка |
| ------------------- | --- |
| Мисс США 2004       | - Миссури — Шанди Финнесси |
| 1-я Вице Мисс       | - Южная Каролина — Аманда Пеннекамп |
| 2-я Вице Мисс       | - Северная Каролина — Эшли Пулео |
| 3-я Вице Мисс       | - Оклахома — Линдси Хилл |
| 4-я Вице Мисс       | - Теннесси — Стефани Калберсон |
| Топ 10              | - Алабама — Тара Дарби - Флорида — Кристен Берсет - Джорджия — Кэролайн Медли - Айдахо — Кимберли Глин Вейбл - Орегон — Дженнифер Мёрфи          |
| Топ 15              | - Аризона — Даниэль Демски - Нью-Гэмпшир — Ванесса Биссанти - Нью-Мексико — Дженна Хардин - Техас — Стефани Герреро - Вашингтон — Тара МакКормик |

### Специальные награды
| Награда              | Участницы                      |
| -------------------- | ------------------------------ |
| Мисс Конгениальность | - Арканзас — Дженнифер Шеррилл |
| Мисс Фотогеничность  | - Вермонт — Мишель Фонжеми     |

## Штаты-участницы
- Алабама – Тара Дарби
- Аляска – Кари Лейва
- Аризона – Даниэль Демски
- Арканзас – Дженнифер Шерилл
- Калифорния – Эллен Чапман
- Колорадо – Джанель Хав
- Коннектикут – Шейла Виатр
- Делавэр – Кортни Парди
- Вашингтон (округ Колумбия) – Тиара Кристен Дьюс
- Флорида – Кристен Берсет
- Джорджия – Кэролайн Медли
- Гавайи – Жюстин Мичиока
- Айдахо – Кимберли Глин Вейбл
- Иллинойс – Молли Грэм
- Индиана – Стефани «Стеффи» Кеуш
- Айова – Брук Хансен
- Канзас – Лиза Форбс
- Кентукки – Лорен Стенгель
- Луизиана – Мелисса МакКоннелл
- Мэн – Маккензи Дэвис
- Мэриленд – Тиа Шортс
- Массачусетс – Мария Леккакос
- Мичиган – Стейси Ли
- Миннесота – Джессика Дерещук
- Миссисипи – Бет Ричардс
- Миссури – Шанди Финнесси
- Монтана – Молли Флинн
- Небраска – Герин Остин
- Невада – Виктория Франклин
- Нью-Гэмпшир – Ванесса Биссанти
- Нью-Джерси – Джанай Ингрэм
- Нью-Мексико – Дженна Хардин
- Нью-Йорк – Жаклин Нешейват
- Северная Каролина – Эшли Пулео
- Северная Дакота – Дженнифер Смит
- Огайо – Лорен Келси Холл
- Оклахома – Линдси Хилл
- Орегон – Дженнифер Мёрфи
- Пенсильвания – Николь Георгалли
- Род-Айленд – Сара Роуз Беттанкур
- Южная Каролина – Аманда Пеннекамп
- Южная Дакота – Андреа Парламент
- Теннесси – Стефани Калберсон
- Техас – Стефани Герреро
- Юта – Кайла Фэй Дикерсон
- Вермонт – Мишель Фонжеми
- Виргиния – Кристи Лорен Глакас
- Вашингтон – Тара МакКормик
- Западная Виргиния – Кэролайн Дженнингс
- Висконсин – Дженна Шульц
- Вайоминг – Кэти Рудофф

## Участие в других конкурсах
- Кристи Лорен Глэйкас (Виргиния) ранее обладала титулом «Юная мисс Виргиния 1999» (полуфиналист на «Юная мисс США 1999») и позже стала «Мисс Виргиния 2005» (3-я Вице мисс Мисс Америка 2006[англ.]). Она одна из шести победительниц Triple Crown[англ.].
- Участницы «Мисс Америка»:
  - Шанди Финнесси (Миссури) – «Мисс Миссури 2002»
  - Стефани Калберсон (Теннесси) – (4-я Вице мисс), «Мисс Теннесси 2001» (2-я Вице мисс)
  - Кари Лейва (Аляска) – «Мисс Аляска 2007»
- Участницы «Юная мисс США»:
  - Даниэль Демски (Аризона) – «Юная мисс Аризона 1999» (финалистка «Юная мисс США 1999»)
  - Тиара Дьюс (Округ Колумбия) – «Юная мисс Округ Колумбия 2000» (полу-финалистка «Юная мисс США 2000»)
  - Кимберли Вейбл (Айдахо) – «Юная мисс Айдахо 1999»
  - Виктория Франклин (Невада) – «Юная мисс Невада 1998» (2-я Вице мисс «Юная мисс США 1998»)
  - Кэти Рудофф (Вайоминг) – «Юная мисс Вайоминг 1999»
- Дженнифер Мерфи[англ.] (Орегон) позже появилась в реалити-шоу Дональда Трампа The Apprentice 4[англ.]
- Жаклин Стэпп (Нью-Йорк) вышла замуж за Скотта Степп участника музыкальной группы Creed
- Маккензи Дэвис (Мэн) стала режиссёром «Мисс Мэн» и «Юная мисс Мэн» в 2006 году.
- С 1984 года две из пяти участниц стали обладательницами титула «Мисс Америка».
- Позже, две участницы завоевали титул «Мисс Земля США». Первая — Аманда Пеннекамп[англ.], «Мисс Южная Каролина», победительница «Мисс Земля США 2006» и вошла в Топ 16 полуфиналисток «Мисс Земля 2006». Вторая — Лиза Форбс[англ.], победительница 2007 года и участница «Мисс Земля 2007».

## Фотографии с репетиции конкурса
|  |

## Судьи
- Джерри Басс (1933–2013) — американский предприниматель, владелец «Los Angeles Lakers»
- Рокко ДиСпирито[англ.] (1966 г.р.) — Шеф
- Джефф Гордон (1971 г.р.) — американский автогонщик
- Ванесса Трамп (1977 г.р.) — светская львица, актриса и модель
- Триша Хелфер (1974 г.р.) — актриса и модель
- Лайза Хубер (1975 г.р.) — телевизионная актриса
- Брэнди Шервуд (1971 г.р.) — победительница конкурса «Юная Мисс США 1989» и «Мисс США 1997»
- Джилл Стюарт[англ.] (1965 г.р.) — модельер

## Сопутствующие соревнования
В рамках проведения «Мисс США» проводился «Фактор страха», где представительница штата Алабама Тара Дарби выиграла приз в размере 50 тысяч долларов (половина от этой суммы была передана на благотворительность).